# Banngewalt
Banngewalt (althochdeutsch bannan: aufbieten, befehlen oder vor Gericht fordern). Vom Mittelalter bis in die Frühe Neuzeit konnte der Besitzer (Bannherr) eines bestimmten Bezirks (Bannmeile) von den Einwohnern verlangen, dass bestimmte Lebensbedürfnisse nur allein von ihm oder vorzugsweise nur durch ihn befriedigt werden durften. Das betraf zum Beispiel die Bier-, Mühlen- und Branntweinzwänge oder den Weinanbau (Weinkelterbann).